# Addycja nukleofilowa
Addycja nukleofilowa – reakcja chemiczna typu addycji, polegająca na przyłączeniu reagenta nukleofilowego do wiązania wielokrotnego substratu. W reakcji tej rozerwaniu ulega wiązanie π i utworzone zostają dwa nowe wiązania pojedyncze.
Reakcji addycji ulegają wyłącznie związki, w których występują wiązania wielokrotne, np. wiązania wielokrotne pomiędzy atomami węgla C=C lub C=O.
Schematyczny przebieg addycji nukleofilowej do wiązania C=C:
Reakcja ta składa się z dwóch etapów:
1. Nukleofil X− atakuje wiązanie podwójne C=C z wytworzeniem karboanionu.
2. Powstały karboanion stabilizuje się reagując z kationem Y+.